# Simoxenops
Simoxenops es un género obsoleto de aves paseriformes pertenecientes a la familia Furnariidae que agrupaba a dos especies nativas de América del Sur, que se distribuyen por la cuenca amazónica.  Sus miembros son conocidos popularmente como ticoticos picolezna. Las especies de este género han sido transferidas al género Syndactyla y el presente género se volvió, en consecuencia, un sinónimo del mismo.

## Lista de especies
El género agrupaba a las siguientes especies, con el respectivo nombre popular de acuerdo con la Sociedad Española de Ornitología (SEO):
- Simoxenops ucayalae  (Chapman, 1928) - ticotico picolezna peruano;
- Simoxenops striatus (Carriker, 1935) - ticotico picolezna boliviano.

## Taxonomía
Con base en estudios de morfología y vocalización, Robbins & Zimmer (2005) recomendaron la inclusión de las especies del presente género en el género Syndactyla; posteriormente, los estudios de genética molecular de Derryberry et al. (2011) concluyeron que, efectivamente, Simoxenops estaba embutido en Syndactyla. La Propuesta N° 528 al Comité de Clasificación de Sudamérica (SACC), aprobó la transferencia de las especies Simoxenops ucayalae y S. striatus a Syndactyla con los nombres científicos de Syndactyla ucayalae y S. striata, respectivamente.